# Fort Calhoun
Fort Calhoun is een plaats (city) in de Amerikaanse staat Nebraska, en valt bestuurlijk gezien onder Washington County.

## Demografie
Bij de volkstelling in 2000 werd het aantal inwoners vastgesteld op 856. In 2006 is het aantal inwoners door het United States Census Bureau geschat op 924, een stijging van 68 (7,9%).

## Geografie
Volgens het United States Census Bureau beslaat de plaats een oppervlakte van 1,6 km², geheel bestaande uit land. Fort Calhoun ligt op ongeveer 307 m boven zeeniveau.

## Plaatsen in de nabije omgeving
De onderstaande figuur toont nabijgelegen plaatsen in een straal van 20 km rond Fort Calhoun.